# استیون هال
استیون هال (به انگلیسی: Steven Holl) (متولد ۹ دسامبر ۱۹۴۷) معمار پدیدارشناس برجستهٔ آمریکایی است. وی هم‌اکنون استاد دانشگاه کلمبیا در ایالات متحده آمریکا است.

## آثار
- موزه هنر نلسون اتکینز

## ترجمه به فارسی
- پرسش‌های ادراک؛ پدیدارشناسی معماری، به همراه یوهانی پالاسما و آلبرتو پرزگومز، ترجمه مرتضی نیک‌فطرت، سیده صدیقه میرگذار و احسان بیطرف، نشر فکر نو، ۱۳۹۴.
- لنگر انداختن، در کتاب نظریه‌ها و مانیفست‌های معماری معاصر، از چارلز جنکز و کارل کروپف، ترجمه احسان حنیف، نشر فکر نو، ۱۳۹۷.

## نگارخانه

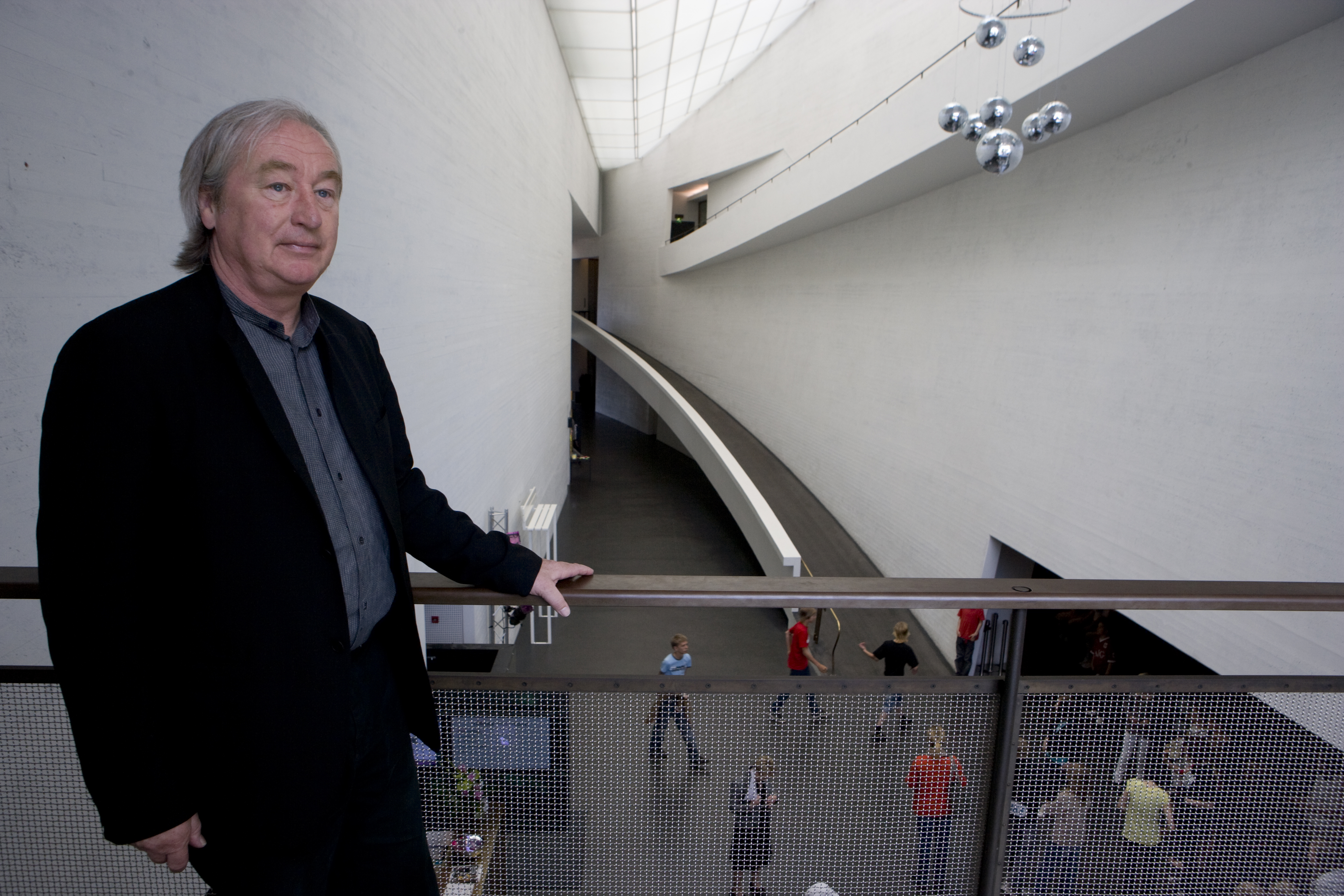
استیون هال
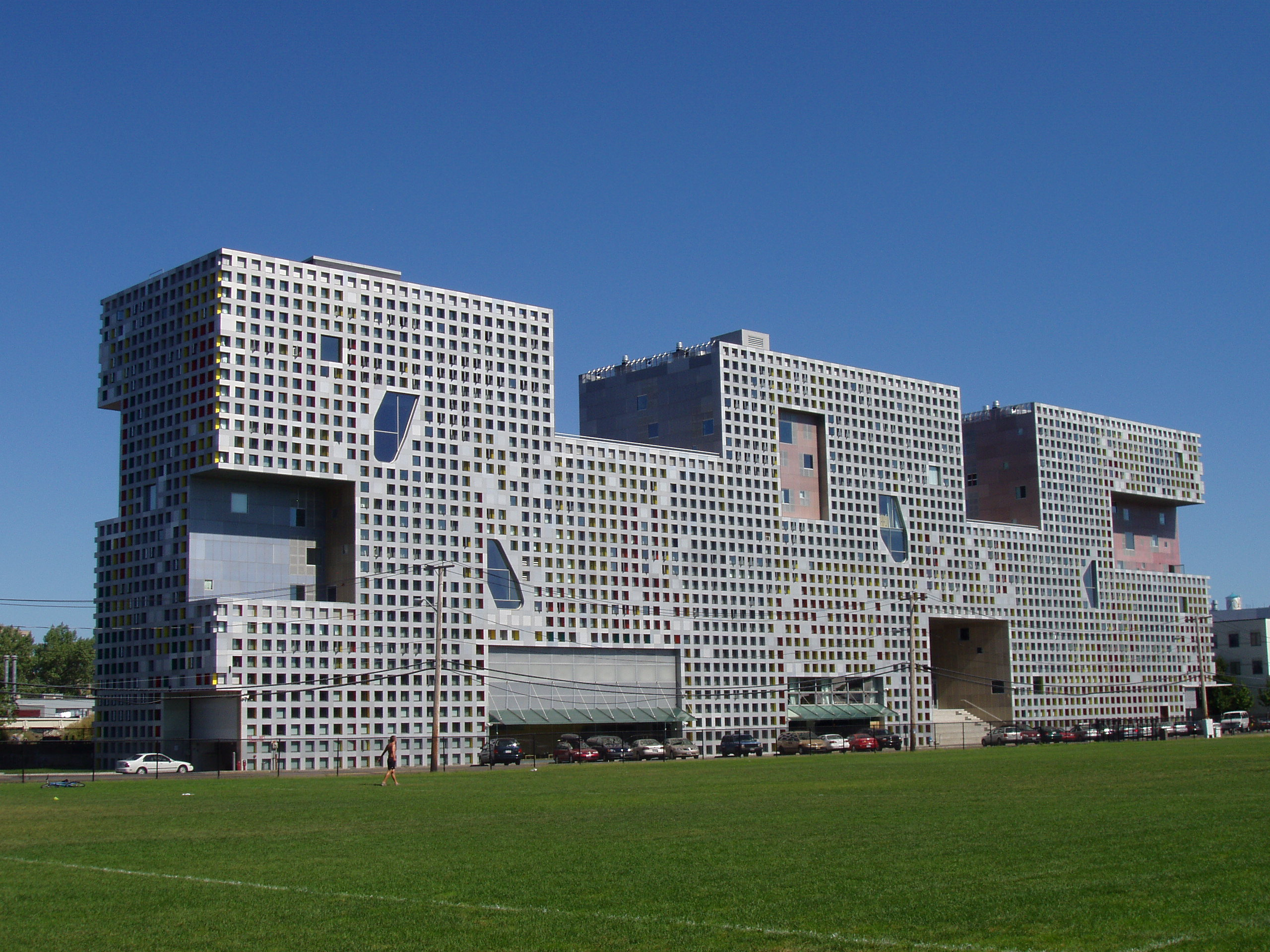
طرح استیون هال برای تالار سیمونز دانشگاه ام‌آی‌تی
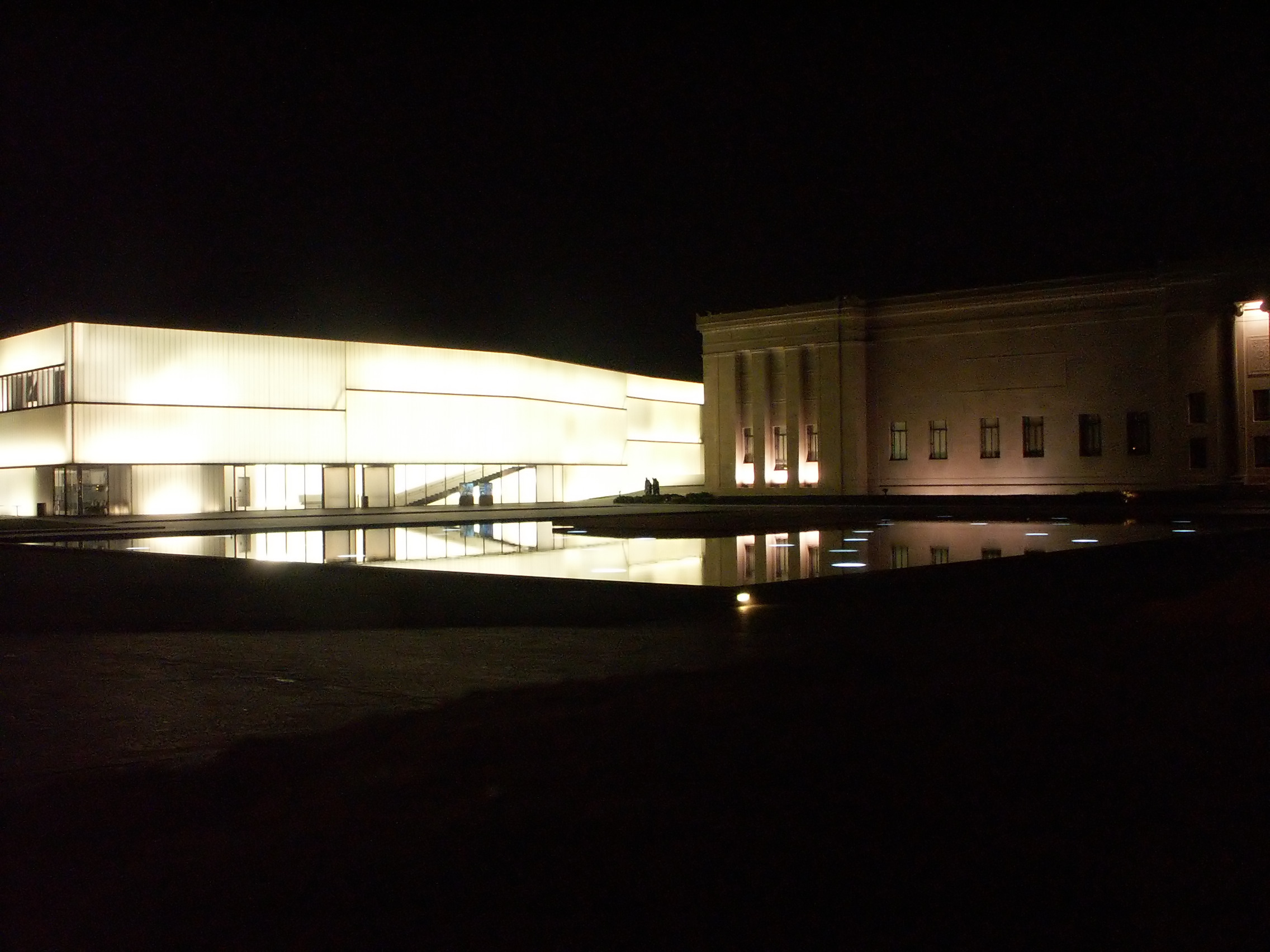
بلوک الحاقی به موزهٔ هنر نلسون اتکینز
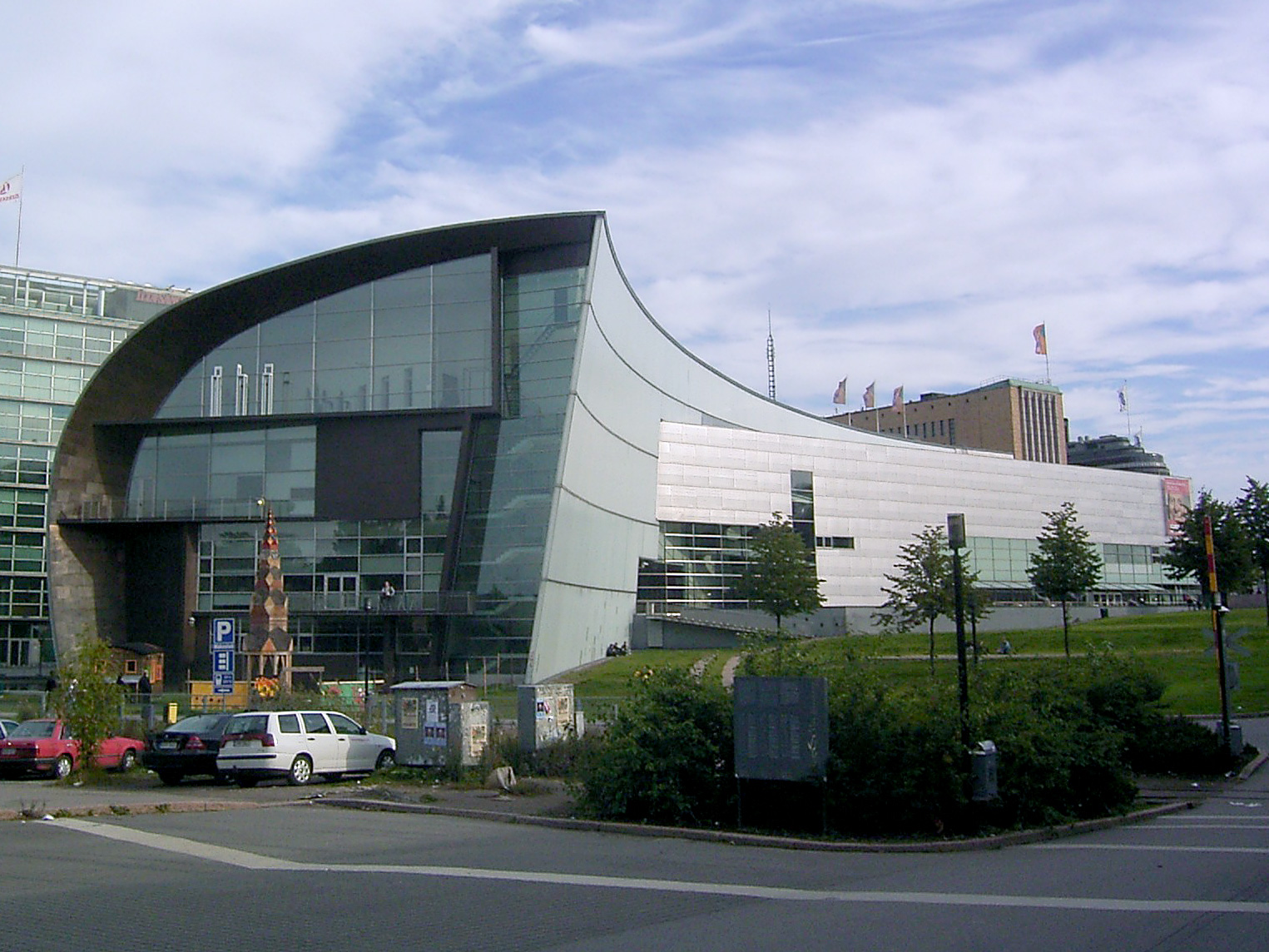
کیاسما، هلسینکی
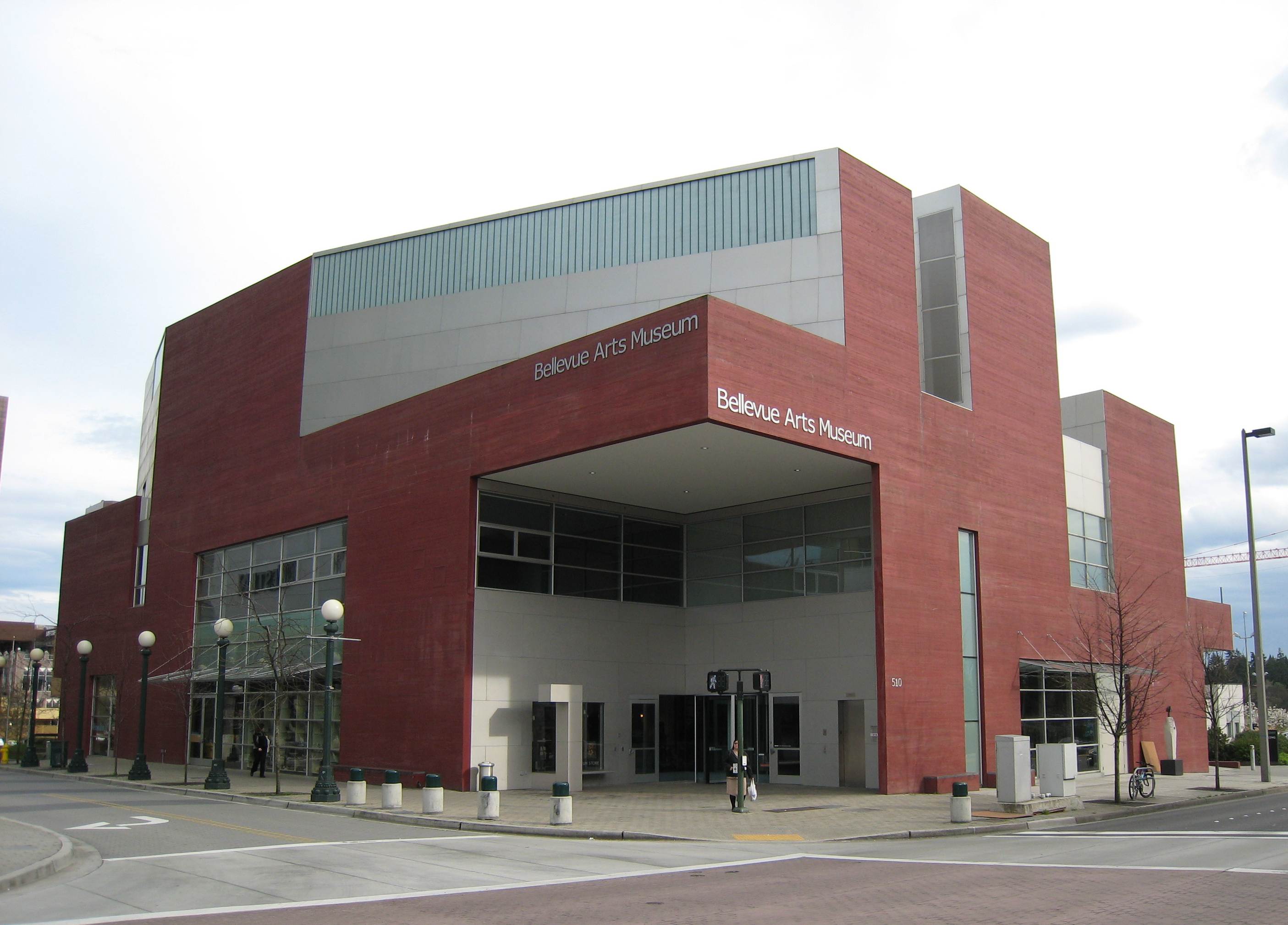
موزهٔ هنر بلوو، واشنگتن
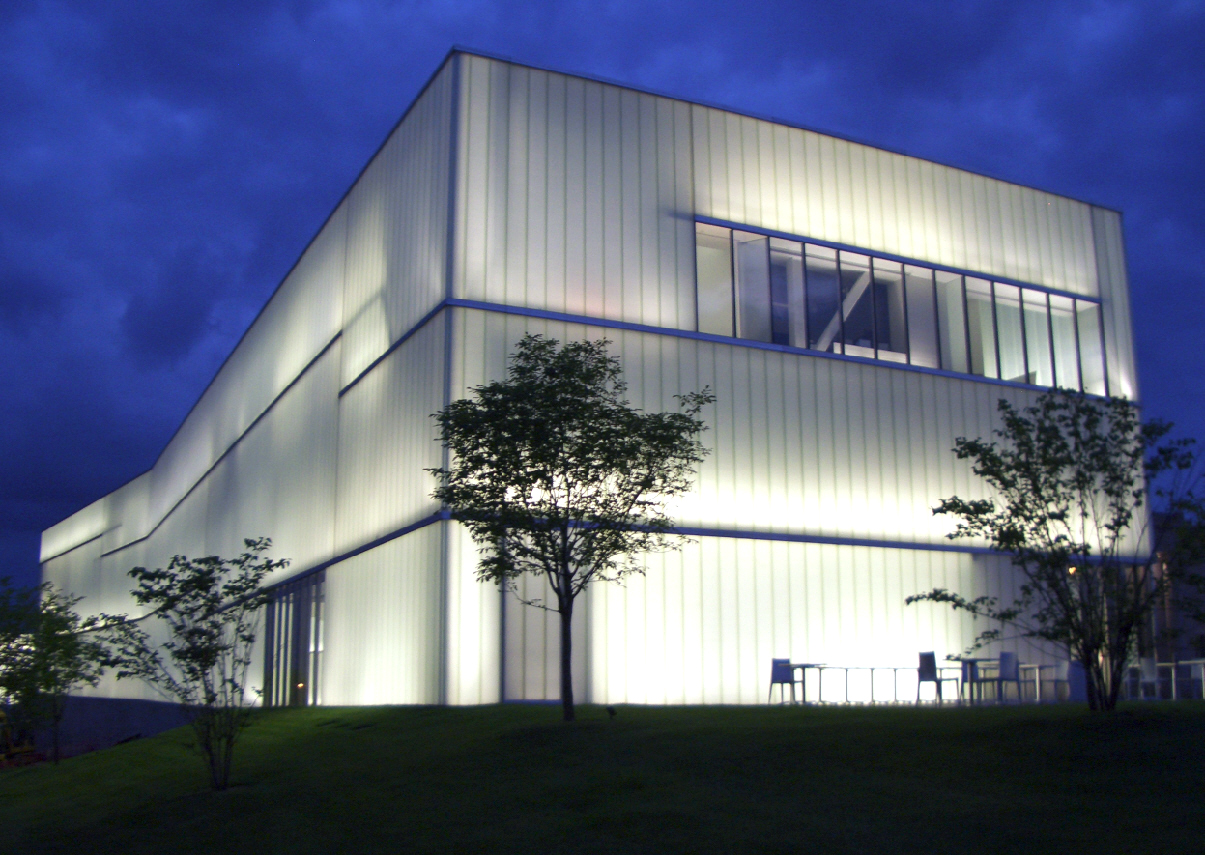
بلوک الحاقی به موزهٔ هنر نلسون اتکینز، میزوری